# Żerd´
Żerd´ (ros. Жердь) – wieś (sieło) w Rosji, w obwodzie archangielskim, w rejonie miezieńskim. W 2021 liczyła 105 mieszkańców.